# Lehmichsbach
Der Lehmichsbach, auch Backenbach genannt,  ist ein knapp vier Kilometer langer Bach im Stadtgebiet Overath im nordrhein-westfälischen Rheinisch-Bergischen Kreis und ein rechter und westlicher Zufluss der Agger.

## Geographie

### Verlauf
Der Lehmichsbach entspringt westlich von Overath-Hufenstuhl und mündet nach einem Lauf von 3,756 km südlich von Overath-Rott von rechts in die Agger.

### Zuflüsse
- Huferstuhlsiefen 1,4 km

## Naturschutzgebiet
Der Lehmichsbach durchfließt das Naturschutzgebiet Lehmichsbachtal. 